# Il Napoleone di Notting Hill
Il Napoleone di Notting Hill (The Napoleon of Notting Hill) è un romanzo dello scrittore inglese G. K. Chesterton pubblicato in lingua inglese nel 1904.

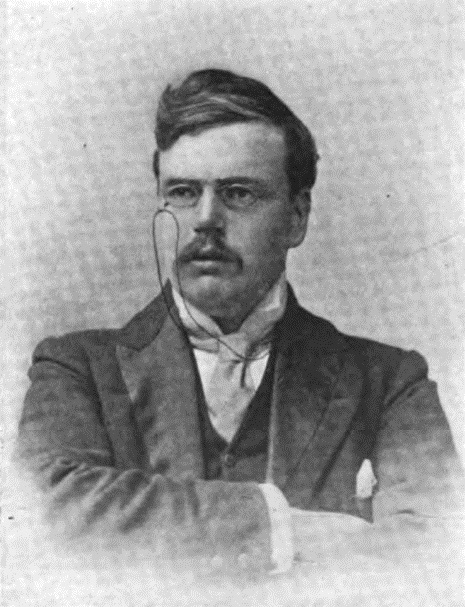
Fotografia di Gilbert Keith Chesterton (1903)